# بيتي (نيفادا)
بيتي (بالإنجليزية: Beatty)‏ هي بلدة غير مدخلة  على طول نهر أمارغوسا في مقاطعة ناي في ولاية نيفادا الأمريكية. يمر بها طريق الولايات المتحدة 95 والذي يقع بين بلدة تونوباه على بعد 90 ميلا (140 كم) إلى الشمال، ولاس فيغاس على بعد حوالي 120 ميلا (190 كم) إلى الجنوب الشرقي. يربط طريق الولاية 374 اليلدة إلى متنزه وادي الموت الوطني، حوالي 8 أميال (13 كم) إلى الغرب.
قبل وصول السكان غير الأصليين في القرن التاسع عشر، كانت المنطقة موطنا لمجموعات من الشوشوني الغربيين. تأسست البلدة في عام 1905، وسميت على مونتيلوس (مونتيليون) موراي بيتي، وهو رجل استقر في مزرعة في وادي واسيس في عام 1896 وأصبح أول مدير لمكتب البريد في المنطقة. مع بناء خط سكة الحديد لاس فيغاس وتونوباه في عام 1905، أصبحت المدينة مركز لسكة الحديد لمنطقة بولفروغ للتعدين، بما في ذلك بلدات التعدين مثل ريولايت القريبة.  وبدءا من أربعينات القرن العشرين، ساهمت قاعدة نيليس للقوات الجوية وغيرها من المنشآت الاتحادية في اقتصاد المدينة كما ساعدتها السياحة في منتزه وادي الموت الوطني وصعود لاس فيغاس كمركز ترفيهي.
بيتي هو موطن متحف بيتي والجمعية التاريخية والشركات التي تخدم السفر السياحي. تقع مدينة الأشباح ريوليت ومتحف غولدويل في الهواء الطلق (حديقة للمنحوتات) على بعد حوالي 4 أميال (6 كم) من الغرب، ويقع جبل يوكا وموقع الاختبارات النووية في نيفادا على بعد حوالي 18 ميلا (29 كم) من الشرق.

## المناخ
يظهر الجدول التالي التغييرات المناخية على مدار السنة لبيتي:
| البيانات المناخية لـبيتي            | البيانات المناخية لـبيتي | البيانات المناخية لـبيتي | البيانات المناخية لـبيتي | البيانات المناخية لـبيتي | البيانات المناخية لـبيتي | البيانات المناخية لـبيتي | البيانات المناخية لـبيتي | البيانات المناخية لـبيتي | البيانات المناخية لـبيتي | البيانات المناخية لـبيتي | البيانات المناخية لـبيتي | البيانات المناخية لـبيتي | البيانات المناخية لـبيتي |
| الشهر                               | يناير                    | فبراير                   | مارس                     | أبريل                    | مايو                     | يونيو                    | يوليو                    | أغسطس                    | سبتمبر                   | أكتوبر                   | نوفمبر                   | ديسمبر                   | المعدل السنوي            |
| ----------------------------------- | ------------------------ | ------------------------ | ------------------------ | ------------------------ | ------------------------ | ------------------------ | ------------------------ | ------------------------ | ------------------------ | ------------------------ | ------------------------ | ------------------------ | ------------------------ |
| متوسط درجة الحرارة الكبرى °ف (°م)   | 55.0 (12.8)              | 58.3 (14.6)              | 65.3 (18.5)              | 72.1 (22.3)              | 82.2 (27.9)              | 91.6 (33.1)              | 97.8 (36.6)              | 96.2 (35.7)              | 88.8 (31.6)              | 77.5 (25.3)              | 64.0 (17.8)              | 54.3 (12.4)              | 75.3 (24.1)              |
| متوسط درجة الحرارة الصغرى °ف (°م)   | 28.7 (−1.8)              | 31.5 (−0.3)              | 36.0 (2.2)               | 41.3 (5.2)               | 49.7 (9.8)               | 56.3 (13.5)              | 62.6 (17.0)              | 60.9 (16.1)              | 54.4 (12.4)              | 44.4 (6.9)               | 34.5 (1.4)               | 27.9 (−2.3)              | 44.0 (6.7)               |
| الهطول إنش (مم)                     | 0.70 (18)                | 0.98 (25)                | 0.79 (20)                | 0.40 (10)                | 0.25 (6.4)               | 0.19 (4.8)               | 0.40 (10)                | 0.42 (11)                | 0.40 (10)                | 0.22 (5.6)               | 0.45 (11)                | 0.52 (13)                | 5.71 (145)               |
| متوسط تساقط الثلوج إنش (سم)         | 1.0 (2.5)                | .2 (0.51)                | .3 (0.76)                | 0 (0)                    | 0 (0)                    | 0 (0)                    | 0 (0)                    | 0 (0)                    | 0 (0)                    | 0 (0)                    | .3 (0.76)                | .7 (1.8)                 | 2.6 (6.6)                |
| متوسط أيام هطول الأمطار (≥ 0.01 in) | 3.5                      | 4.1                      | 3.7                      | 2.3                      | 2.2                      | 1.1                      | 2.1                      | 1.8                      | 1.9                      | 1.7                      | 1.9                      | 2.3                      | 28.7                     |
| متوسط الأيام المثلجة (≥ 0.1 in)     | 0.5                      | 0.1                      | 0.1                      | 0                        | 0                        | 0                        | 0                        | 0                        | 0                        | 0                        | 0.1                      | 0.4                      | 1.3                      |
| المصدر: NOAA                        |                          |                          |                          |                          |                          |                          |                          |                          |                          |                          |                          |                          |                          |